# Thomas Gallagher (natation)
Thomas Gallagher (né le 20 mai 1999) est un nageur paralympique australien et sauveteur en mer. Il est champion paralympique au Jeux de Paris en 2024 après avoir été médaillé de Bronze Jeux paralympiques de Tokyo en 2020.

## Biographie

### Vie personnelle
Gallagher est né et a grandi à Perth, en Australie-Occidentale. Il est atteint de paralysie cérébrale et souffre de crises de pancréatite,. En 2019, il déménage à Gold Coast, dans le Queensland, pour poursuivre sa carrière de sauveteur en surf. En 2021, il entreprend un baccalauréat en commerce à l'université Griffith et il a reçu une Full Sporting Blue,.

### Début de carrière sportive
Gallagher est classé comme nageur S10. Lors du Championnat australien de natation multi-classes 2021, il a remporté la médaille d'or au 400 m nage libre multi-classes hommes en 4 minutes 10 secondes et 17 centièmes (997 points), battant le champion paralympique en titre Brenden Hall (en).

### Sauveteur secouriste de surf
Gallagher a commencé à secourir des surfeurs à Perth, en Australie occidentale et représente cette ville sportivement dans les concours de sauveteurs. En 2019, il déménage sur la Gold Coast, dans le Queensland, pour s'entraîner sous la direction de l'entraîneur de sauvetage en surf Michael King et représente les Currumbin Vikings. Parmi ses classements, on compte : 1er Open et U19 Ironman WA 2018, 1er U19 Board Relay Aussies 2018, 3e U19 Ironman Aussies 2018, 1er Open Short Course Coolangatta Gold 2018, Dean Mercery Memorial Trophy Winning 2019 et SOS Surf Race Winner 2020.

### Jeux paralympiques
Sélectionné pour les Jeux paralympiques de Tokyo 2020, Gallagher termine troisième en 400 m nage libre S10 hommes et remporte la médaille de bronze. Il termine aussi cinquième aux finales des 50 m nage libre S10 hommes et 100 m nage libre S10 hommes.
Aux Championnats du monde de para-natation 2023, à Manchester, en Angleterre, Gallagher remporte deux médailles dans les épreuves de sprint libre S10.
En 2024, il est entraîné par Ashley Callus au Somerset SC sur la Gold Coast.
Il est sélectionné par l'Australie pour les Jeux paralympiques d'été de 2024 où il remporte le 50m nage libre S10.